# Plectiscidea bidentula
Plectiscidea bidentula är en stekelart som först beskrevs av Forster 1871.  Plectiscidea bidentula ingår i släktet Plectiscidea och familjen brokparasitsteklar. Inga underarter finns listade i Catalogue of Life.